# قناة النهار (الجزائر)
هي قناة جزائرية مستقلة، انطلق البث التجريبي يوم 6 مارس 2012 بأول نشرة إخبارية قدمت من طرف الثنائي الإعلامي رياض بن عمر ونور اليقين مغريش.
اتخذت القناة مقرها الرئيسي بالعاصمة الجزائرية الجزائر ليبدأ البث من هناك على قمرين نايلسات وعرب سات.

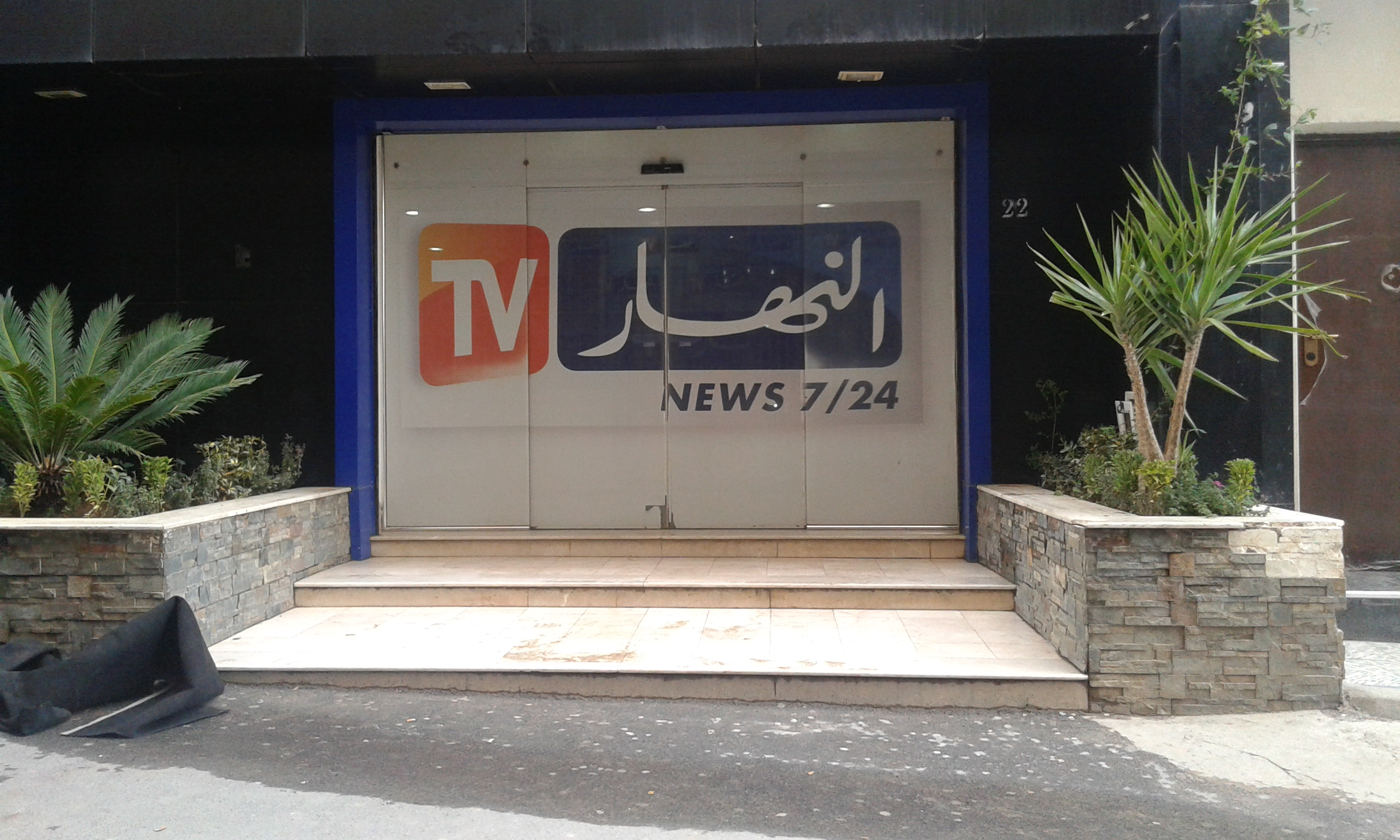
مدخل مقر القناة

تهتم القناة بالشأن السياسي والرياضي والثقافي في الجزائر، تعتبر برامجها مزيج بين نشرات الأخبار والرياضة وأخبار الاقتصاد في الجزائر وكذا أخبار الصحف الوطنية وهذا من خلال برنامج قهوة وجرنان.
تتغير شبكة برامجه في شهر رمضان تماما لتتحول إلى قناة متنوعة فتبث أفلاما ومسلسلات وحصص ترفيهية.
يعتبر مسيرو القناة أنها تلتزم بخط حيادي في الطرح، رغم أرغم أن هناك من يتهمها بدعم سياسة عبد العزيز بوتفليقة ووزرائه المتهمين بعد أحداث الجزائر في بداية 2019 بالفساد.
تحوز القناة على متابعة واسعة لدى المشاهد الجزائري وأعتبرت النهار في 2019 من القنواة الأكثر متابعة في الجزائر منذ إنشائها ب 10 ملايين مشاهد.

## مشاكل مع القضاء
تعرض مديرها المؤسس أنيس رحماني إلى الحبس هو وزوجته في أبريل 2020 في عدة قضايا فساد أهمها ما تعلق بواقعة بث قناة «النهار» في أكتوبر/تشرين الأول 2018 مكالمة هاتفية بين أنيس رحماني وعقيد في الاستخبارات عقب توقيف رئيس تحرير موقع «الجزائر 24»، التابع للمجموعة من طرف «ضباط استخبارات»، قبل أن يطلق سراحه بأمر من النيابة. حكم عليه إثرها ب6 أشهر سجن في 15 أكتوبر 2020 وهو حاليا ماتبع في قضايا أخرى.